# Кінець параду
«Кінець параду» (англ. Parade's End) — тетралогія романів британського письменника і поета Форда Медокса Форда, написана в 1924—1928 роках. Романи — літопис життя члена англійського шляхетства до, під час та після Першої світової війни. Описується, переважно, Англія та Західний фронт із Першої світової війни, в якій Форд служив офіцером у Валлійському полку. До складу тетралогії входять такі романи: «Дехто не...» (1924), «Більше ніяких парадів» (1925), «Людина може встати» (1926) та «Останній пост» (1928). Основна тема книги — психологічні наслідки війни для учасників та суспільства. Робота є складною модерністською історією, яка не містить детальних описів військового досвіду героїв.

## Історія
Форд заявив, що, створюючи цю роботу, мав на меті «усунення всіх майбутніх війн». Чотири романи спочатку опубліковано під заголовками: «Дехто не…» (1924), «Більше ніяких парадів» (1925), «Людина може встати» (1926) та «Останній пост» (1928). Потім книги об'єднано в один том «Кінець параду». 2012 року HBO, BBC та VRT випустили мінісеріал, сценарій якого написав Том Стоппард. Головні ролі зіграли Бенедикт Камбербетч (Крістофер), Ребекка Голл (Сильвія) та Аделаїда Клеменс (Валентина).

## Короткий зміст
У романах розповідається про життя Крістофера Тітдженса, блискучого державного статистика з багатої родини землевласників, який під час Першої світової війни служив у британській армії. Його дружина Сильвія — легковажна світська левиця, яка зраджує йому і йде до іншого чоловіка; Тітдженс не впевнений, чи є батьком її дитини. При цьому Сильвія — католичка і не хоче розлучення з чоловіком. Тим часом у Крістофера починається роман із суфражисткою Валентиною Ванноп, який, однак, не одразу переходить у фізичні стосунки.
Два центральних романи розповідають про перебування Тітдженса в армії у Франції та Бельгії, а також історію життя Сильвії та Валентини під час війни. Остання книга простежує життя Тітдженса та Валентини після війни очима його брата Марка, Сильвії, дружини Марка Марі-Леоні та самої Валентини. Валентина вагітна, але життя її та Крістофера далеке від ідилії: Сильвія, як і раніше, мріє про те, щоб зіпсувати життя чоловікові.

## Оцінки літературознавців
Форд створює головного героя для якого війна — це лише один шар його життя, і не завжди навіть найвидатніший, хоча й перебуває в центрі. В оповіді, що починається до війни і закінчується після перемир'я, проєкт Форда полягає в тому, щоб помістити неймовірний катаклізм у соціальну, моральну та психологічну складність.
Робі Маколі писав, що «історія Тітдженса не стільки про події однієї війни, скільки про цілу епоху та її руйнування». «Як схему алегорії Форд узяв життя однієї людини, Крістофера Тітдженса, члена вимерлого виду, який, за його словами, „вимер уже у XVIII столітті“. Втілюючи порядок і стабільність іншого століття, герой повинен відчути на собі руйнівне сьогодення».
Літературознавець Девід Аєрс зазначає, що «„Кінець параду“ — практично єдиний із чоловічих творів 1920-х років, у яких стверджується панування жінок і де автор показує шлях поступового відходу жінок від панування чоловіків».
Російська літературознавиця Н. М. Демурова характеризує Крістофера Тітдженса, як «архаїчний тип джентльмена», який не думає про свій публічний образ і, перш за все, намагається «поводитися як людина честі». Тому для Форда важливішими є внутрішні драми героя, його стосунки з дружиною та друзями; крім того, "герой Форда — людина, що глибоко вірує. Господь посідає своє місце в його ієрархічній феодальній картині світу; напівжартома він подумки порівнює його з англійським лендлордом, «доброзичливим, але грізним герцогом (англ. benevolently awful duke), який не залишає свого кабінету і, внаслідок того, невидимий, але знає про маєток все до останнього цвяха на фермі».

## Текстова історія
Видавництво Penguin перевидало чотири романи окремо відразу після Другої світової війни (1948).
Вперше їх об'єднано в один том під загальною назвою «Кінець параду» (яку запропонував Форд, хоча він не дожив до цієї версії) у виданні видавництва Knopf 1950 року, яке стало основою для наступних перевидань.
Ґрем Ґрін ухвалив спірне рішення виключити «Останній пост» із видання романів 1963 року у видавництві The Bodley Head. У передмові він написав, що «Останній пост» — це щось більше, ніж просто помилка — це була катастрофа, катастрофа, яка затримала повне критичне розуміння всієї книги. За твердженням Ґріна, четвертий роман серії був «запізнілою думкою, доповненням, якого Форд не хотів писати і пізніше пошкодував, що його написав». Безумовно, «Останній пост» дуже відрізняється від трьох інших романів. Він присвячений миру та післявоєнній відбудові: головний герой, Крістофер Тітдженс, відсутній у більшій частині оповіді, яка має вигляд низки внутрішніх монологів найближчих йому людей. Проте, і цей роман мав впливових шанувальників, від Дороті Паркер і Карла Клінтона Ван Дорена до Ентоні Берджеса і Малкольма Бредбері (який також включив його до свого видання Everyman 1992 року). Перше анотоване та критичне видання всіх чотирьох романів, за редакцією Макса Сондерса, Джозефа Візенфарта, Сари Гаслам та Пола Скіннера, опублікувало видавництво Carcanet Press у 2010—2011 роках.

## Відгуки
Робі Маколі у своєму вступі до видання 1950 року описав його як «не просто попередження про те, на що схожа сучасна війна… Це складна робота, яка може спантеличити… Історія кохання без пристрасних сцен, окопи без битв, трагедія без розв'язки». У своєму вступі до третього роману «Людина могла встати», Форд писав: «Ось яка була остання війна: саме так сучасні битви — організовані, „наукові“ — впливають на розум». У грудні 2010 року англійський філософ Джон Н. Грей назвав цю роботу «можливо, найвизначнішим романом XX століття англійською мовою», а письменниця Мері Гордон схарактеризувала «Кінець параду», як «простіше кажучи, найкраще літературне трактування війни в історії роману».
Бенедикт Камбербетч, який грав роль Тітдженса, зізнався, що Крістофер Тітдженс симпатичний йому «більше, ніж практично будь-який персонаж із тих, що доводилося грати».